# NGC 3697
NGC 3697 ist eine Balken-Spiralgalaxie mit aktivem Galaxienkern vom Hubble-Typ SBb im Sternbild Löwe an der Ekliptik. Sie ist schätzungsweise 277 Mio. Lichtjahre von der Milchstraße entfernt und hat einen Durchmesser von etwa 200.000 Lj. Die Galaxie ist Mitglied der Hickson Compact Group HGC 53.

Im selben Himmelsareal befinden sich u. a. die Galaxien IC 700 und IC 701.
Das Objekt wurde am 24. Februar 1827 von John Herschel entdeckt.